# Sodingen (Stadtbezirk)
Sodingen ist ein Stadtbezirk im Osten von Herne und hat 34.499 Einwohner (Nov. 2014). Er umfasst die Ortsteile Horsthausen, Börnig/Holthausen und Sodingen.
Bezirksbürgermeister ist Mathias Grunert (2016).